# Grand Theft Auto V
Grand Theft Auto V  (prescurtat GTA V sau GTA 5) este un joc video de acțiune-aventură de tipul open world dezvoltat de Rockstar North și publicat de Rockstar Games. Este al cincilea titlu principal din seria Grand Theft Auto și al cincisprezecelea din serie per total, precum și al primul (și singurul) din era 5 a acesteia. Jocul a fost lansat pentru Xbox 360 și PlayStation 3 pe 17 septembrie 2013, iar mai târziu și pentru Xbox One și PlayStation 4 pe 18 noiembrie 2014, Microsoft Windows pe 14 aprilie 2015,. În cele din urmă, a fost relansat pentru PlayStation 5 și Xbox Series X și Series S în data de 15 martie 2022. În jocul GTA V există un program religios numuit The Epsilon Program
Acțiunea se desfășoară în statul fictiv San Andreas (inspirat de California), care cuprinde orașul Los Santos, inspirat de Los Angeles. Povestea jocului urmărește trei protagoniști: Franklin Clinton, un tânăr afro-american care face parte dintr-o bandă stradală și își dorește mai mult de la viața sa; Michael De Santa, un fost spărgător de bănci care este nemulțumit de "pensionarea" sa și își dorește să retrăiască zilele sale de glorie; și Trevor Philips, un dealer de droguri și traficant de arme cu probleme de control al furiei. Când poveștile lor se intersectează, cei trei încearcă să comită jafuri pentru a se îmbogăți, dar sunt amenințați de o agenție guvernamentală coruptă și diferiți criminali puternici. Pe lângă modul single-player, Grand Theft Auto V include un mod multiplayer online intitulat Grand Theft Auto Online, ce permite la până 30 de jucători să exploreze lumea jocului și să completeze mai multe misiuni cooperative sau competitive.
Dezvoltarea jocului a început la scurt timp după lansarea lui Grand Theft Auto IV și a fost realizată de mai multe studiouri ale Rockstar Games din întreaga lume, jocul incorporând mai multe aspecte din alte titluri de la Rockstar anterioare, precum Red Dead Redemption și Max Payne 3. Mare parte din dezvoltare a constatat în crearea lumii jocului, iar numeroși membri ai echipei au organizat excursii până în Los Angeles pentru a se inspira de acesta și a crea un oraș cât mai realistic cu putință. Coloana sonoră a jocului este formată din mai multe melodii originale create de diferite echipe de producători pe parcursul anilor.
Extrem de comercializat și anticipat pe înainte de lansare, Grand Theft Auto V a depășit numeroase recorduri de vânzări din industrie și a devenit cel mai rapid vândut produs de divertisment din istorie, câștigând 800 de milioane de dolari în prima zi de la lansare și 1 miliard de dolari în primele sale trei zile. Jocul a fost, de asemenea, foarte apreciat și a avut parte numai de recenzii pozitive, laudele fiind orientate în special spre designul de protagoniști multipli, a lumii și a prezentării generale a jocului. Cu toate acestea, jocul a stârnit și numeroase controverse legate de nivelul său ridicat de violență și prezentarea femeilor. Considerat unul dintre cele mai semnificative titluri de jocuri de consolă pentru a șaptea și a opta generație și printre cele mai bune jocuri video create vreodată, GTA V a câștigat numeroase premii, inclusiv mai multe premii de Jocul Anului de la câteva publicații de jocuri. Jocul este al doilea cel mai vândut din toate timpurile, cu peste 145 milioane de exemplare livrate, și cel mai de succes produs de divertisment din toate timpurile, cu aproximativ 6 miliarde de dolari în venituri la nivel mondial.
GTA Online se închide pe 16.12.2023 pe PS3 și Xbox 360.

## Gameplay
Gameplay-ul din Grand Theft Auto V este un joc de acțiune-aventură de tipul open-world și jucat dintr-o perspectivă third person sau first person (doar pentru versiunile mai recente de Xbox One, PlayStation 4 și PC). Jucătorii completează mai multe misiuni - scenarii liniare cu obiective prestabilite - pentru a progresa în poveste. În afara misiunilor, jucătorii pot explora liberi lumea jocului, care este valabilă în totalitate de la început, deși anumite concepte de gameplay sunt deblocate pe măsură ce povestea progresează.

Jucătorii pot folosi atacuri corp la corp, arme de foc sau explozibile pentru a se lupta cu inamicii, și pot alerga, sări, înota sau conduce o mare varietate de vehicule și bărci pentru a explora lumea jocului. Datorită dimensiunii foarte mari a hărții, jocul introduce abilitatea de a pilota avioane, absente din toate titlurile anterioare din serie, cu excepția jocurilor Grand Theft Auto III și a lui Grand Theft Auto: San Andreas. În luptă, jucătorul poate folosi un sistem de țintire automată sau acoperire pentru a ușura luptele. Dacă jucătorul este rănit, nivelul său de viață va începe să scadă, dar se regenerează la loc până la jumătate, dacă nu mai este rănit. Jucătorul poate și să bea sucuri de la tonomate care pot fii găsite pe stradă. Dacă jucătorul le bea, își va regenera toată viața la loc. Băutura costă un dolar. Când jucătorul moare sau este "wasted", se va respawna la cel mai apropiat spital cu nivelul de viață din nou plin, dar va fi pierdut din bani din cauza facturilor medicale, care pot ajunge până la 5000 de dolari. Dacă jucătorul comite infracțiuni, atunci va atrage atenția autorităților, marcată de un contor "wanted" în partea de sus a hărții, ce poate avea până la maxim 5 stele (în jocurile anterioare din serie, numărul maxim de stele posibil era 6). Cu cât numărul de stele este mai mare, cu atât autoritățile vor încerca mai din greu să-l omoare sau aresteze pe jucător, iar, la un număr de 4 stele sau mai mare se vor alătura echipe ale FIB-ului (Federal Investigation Bureau, bazat pe FBI) și ale NOOSE-ului (National Office Of Security Enforcement, bazat pe SWAT)   Pentru a scăpa de autorități, jucătorul trebuie să iasă din zona acestora de căutare, evidențiată pe mini-hartă. Ca să scapi mai repede de poliție, poți să îți iei mașina la un serviciu auto și să îi schimbi culoarea ca polițiștii să nu te recunoască, sau chiar să te ascunzi într-un tufiș. 

Numărul din Decembrie 2012 al revistei Game Informer ilustrându-i cei trei protagoniști: Trevor Philips, Franklin Clinton și Michael De Santa (de la stânga la dreapta).

### Single-player
Spre deosebire de titlurile anterioare ale seriei, modul single-player al jocului îi oferă jucătorului controlul asupra a trei protagoniști diferiți: Michael De Santa, Franklin Clinton și Trevor Philips, trei infractori ai căror povești se intersectează în cadrul misiunilor pe care le realizează împreună. În unele misiuni jucătorul va controla doar unul sau doi protagoniști, în timp ce în altele va putea juca ca toți trei, putând schimba între ei folosind un contor în partea de jos a HUD-ului. În cadrul anumitor misiuni, jocul va schimba automat între personaje și, dacă unul dintre protagoniști este rănit, atunci imaginea lui din contor va începe să strălucească în roșu. 
În cazul misiunilor mai complexe, jafurile, jucătorul va fi acompaniat de câțiva complici controlați de o inteligență artificială la alegere, fiecare având un anumit set de abilități ce se îmbunătățesc pe măsură ce sunt selectați mai mult. Cu cât un complice are abilități mai ridicate, cu atât va fi mai greu de ucis în timpul jafului, dar va costa mai mult să fie angajat. Dacă complicele este omorât în timpul jafului, atunci partea din bani care i-ar fi revenit este împărțită în mod egal între protagoniști. Jafurile permit două modalități de abordare diferite, subtil sau agresiv, fiecare având câte o serie de misiuni pregătitoare înainte.
Un alt element nou în serie este faptul că fiecare protagonist are câte o abilitate specială și unică: Franklin poate încetini timpul când conduce, Michael poate încetini timpul când se luptă cu inamicii, iar Trevor devine invincibil și elimină inamicii mai ușor. Fiecare abilitate specială este doar temporară, dar se încarcă la loc la scurt timp după ce este epuizată. Dacă jucătorul realizează anumite lucruri  speciale, precum să conducă rapid și să facă drifturi cu mașina în cazul lui Franklin, sau să nimerească inamicii în cap în cazul lui Michael, abilitatea specială va putea fii folosită mai mult timp înainte să se termine. De asemenea, fiecare protagonist are la rândul său o serie de alte abilități mai puțin importante, precum condusul, capacitatea pulmonară, zburatul avioanelor sau a elicopterelor și țintitul, ce se îmbunătățesc pe măsură ce jucătorul exersează mai mult în acel domeniu.
În timp ce explorează lumea jocului, jucătorul poate realiza numeroase activități și hobby-uri fără context, precum scufundări, salturi cu parașuta, tenis, golf, sau să meargă la cinema ori la un club de striptis. În plus, la fel ca și în Grand Theft Auto IV, fiecare protagonist are un telefon mobil pe care îl poate folosi pentru a suna prieteni sau cunoștințe ai protagonistului  și să iasă împreună. De asemenea, pe lângă aceste activități, jucătorul mai poate să-și personalizeze personajul, asemănător cu Grand Theft Auto: San Andreas, sau Grand Theft Auto cumpărându-i haine, frizuri sau tatuaje, să folosească Internetul pentru a accesa diferite site-uri și să investească bani în anumite afaceri, să cumpere diverse proprietăți precum garaje sau afaceri profitabile, și să-și personalizeze armele sau vehiculele, cumpărând diverse accesorii.

### Multiplayer
Grand Theft Auto Online are, precum Max Payne 3, un sistem de clanuri numit "Crews". Acesta permite jucătorilor să își formeze clanuri private cu prietenii sau să se alăture unor clanuri publice. Un jucător poate fi membru a maxim cinci clanuri. Îndeplinirea sarcinilor unui clan va răsplăti jucătorul cu puncte de experiență numite RP (Reputation Points)
În modul Multiplayer se pot conecta simultan până la 16 jucători din toată lumea (în special pe sesiunile publice), dar există și sesiuni private pe care te poți juca cu prietenii. Versiunile next-gen pentru PC, Xbox One și PlayStation 4 suportă o limită de 30 de jucători.

## Locul acțiunii
Grand Theft Auto V se petrece în statul fictiv San Andreas, inspirat de California, ce cuprinde orașul Los Santos (o versiune a lui Los Angeles) și o zonă vastă de pădure, munți și deșert, cu câteva așezări rurale și orășele, la nord, intitulată Blaine County. Statul este prezentat ca o insulă aflată la o distanță necunoscută de coasta principală a Statelor Unite. De asemenea, jocul mai include și orășelul fictiv Ludendorff în statul North Yankton, dar acesta este prezent numai în două misiuni din joc, iar jucătorul nu îl poate accesa în afara acelor misiuni decât cu mod-uri. Lumea din GTA V este cea mai mare și detaliată din întreaga serie Grand Theft Auto, întrecând chiar și versiunea statului San Andreas prezentă în Grand Theft Auto: San Andreas. În plus, jocul este primul din serie care să includă animale.
GTA V are loc în "universul HD", același univers fictiv în care se desfășoară și Grand Theft Auto IV, Grand Theft Auto: The Lost and Damned, Grand Theft Auto: The Ballad of Gay Tony, și Grand Theft Auto: Chinatown Wars.

## Povestea
În 2004, Michael Townley, Trevor Philips și Brad Snider jefuiesc o bancă din Ludendorff, North Yankton, dar sunt ambuscați de poliție și Michael și Brad sunt împușcați. Michael supraviețuiește, dar își înscenează moartea, ca parte dintr-o înțelegere secretă făcută cu Dave Norton, un agent corupt al Federal Investigation Bureau (FIB). Nouă ani mai târziu, în 2013, Michael locuiește în Los Santos împreună cu familia sa, ascunsându-se de ochii legii, după ce și-a schimbat numele în "Michael De Santa". În partea cealaltă a orașului, tânărul gangster Franklin Clinton și prietenul său Lamar Davis lucrează pentru Simeon Yetarian, un vânzător de mașini corupt care îi trimite pe angajați să fure înapoi mașinile vândute clienților înainte ca aceasta să poată fi avariate. Franklin îl întâlnește pe Michael când este trimis să fure mașina fiului acestuia, și se împrietenește rapid cu el.
După ce o prinde pe soția sa înșelându-l cu antrenorul ei de tenis, Michael îl urmărește pe acesta cu ajutorul lui Franklin, și distruge o casă în care antrenorul a încercat să se ascundă. În urma incidentului, proprietarul casei, un șef de cartel de droguri numit Martin Madrazo, îl forțează pe Michael să-i plătească despăgubiri. Fără nicio altă opțiune, Michael se întoarce la viața sa de criminal pentru a obține banii, recrutându-l pe Franklin drept complice. Cu ajutorul lui Lester Crest, un hacker și vechi prieten de-al lui Michael, ei jefuiesc un magazin de bijuterii, strângând suficienți bani pentru a plăti datoria lui Michael. Între timp, Trevor, care locuiește acum în Sandy Shores, un orășel sărac din nordul Los Santos-ului, află despre jaf și își dă seamă că a fost mâna lui Michael. Până acum, Trevor crezuse că Michael a fost omorât în timpul jafului din Ludendorff. Trevor îl găsește pe Michael în Los Santos și, deși furios pe el că nu l-a contactat până acum, se împacă cu el.
Cu timpul, viețile personale ale protagoniștilor scapă de sub control. Michael este abandonat de familia sa din cauza comportamentului său recent. Mai târziu, el devine un producător de filme la studioul deținut de Solomon Richards, dar vine în conflict cu Devin Weston, un investitor și om de afaceri miliardar care încearcă să închidă studioul și jură să se răzbune după ce Michael îi dejoacă planurile și îi omoară, din greșeală, asistenta, Molly (ea fură singura rolă de film a unui film produs de Michael, de la studioul la care el lucrează. Michael decide să o urmărească până la aeroport, unde Molly voia să plece cu avionul. Chiar cănd este gata de plecare, Michael vina la ea. Molly se sperie de el și fuge, dar se apropie prea mult de elicele avionului în mișcare. Curentul făcut de elice o trage pe Molly spre ele și o face bucățele, iar Michael reușește să recupereze rola de film). Între timp, Franklin și Lamar sunt amenințați de Harold "Stretch" Joseph, un fost prieten care s-a alăturat unei bande rivale și încearcă în mod repetat să-i omoare. În același timp, Trevor încearcă să preia controlul asupra diferitelor afaceri ilegale din Blaine County, ceea ce îl aduce în conflict cu clubul de motocicliști The Lost, diferite bande și dealeri de droguri rivali, o firmă de securitate privată numită Merryweather, și Triadele, conduse de Wei Cheng.
În acest timp, toți cei trei protagoniști sunt șantajați să lucreze pentru Dave și superiorul său, Steve Haines, după ce Michael a încălcat înțelegerea sa cu Dave. Aceștia doresc să submineze o agenție rivală, International Affairs Agency (IAA), și îi forțează pe Michael, Trevor și Franklin să realizeze diferite operațiuni în acest scop. Printre altele, cei trei jefuiesc o mașină blindată care transportă fonduri pentru IAA, și fură o armă chimică dintr-un laborator controlat de IAA. În cele din urmă, cu Steve fiind investigat pentru corupție, el îi obligă pe Michael și Franklin să se infiltreze în sediul FIB și să elimine dovezile cu privire la afacerile sale ilegale. Michael se folosește de oportunitate pentru a șterge informațiile despre propriile crime din serverele FIB, astfel încât Steve nu mai are cu ce să-l șantajeze.
Ulterior, Michael se împacă cu familia sa, și începe să-și planifice următorul jaf alături de Trevor, Franklin și Lester: să fure aur în valoare de 2 miliarde de dolari de la Union Depository. Totuși, Trevor descoperă că a fost mințit cu privire la faptul că Brad este încă în viață, și că acesta a fost, de fapt, omorât în timpul jafului din Ludendorff și îngropat în locul lui Michael. Trevor se simte trădat când află că el ar fi trebuit să fie ucis în locul lui Brad, și îl abandonează pe Michael. Între timp, Steve îi trădează pe Michael și Dave și încearcă să-i omoare, dar toți trei sunt prinși într-o confruntare între FIB, IAA și Merryweather. Trevor îi salvează pe Michael și Dave, deoarece are nevoie de Michael în viața pentru jaful de la Union Depository, care va fi ultima lor misiune împreună.
Jaful este un succes, dar Franklin este apoi abordat de Steve și Dave, care îi cer să-l omoare pe Trevor, și de Devin, care dorește să se răzbune pe Michael. Astfel, Franklin este lăsat cu trei alegeri: să-l omoare pe Trevor, să-l omoare pe Michael, sau să încerce să-i salveze pe amândoi într-o misiune sinucigașă. Dacă alege să-l omoare pe Trevor sau pe Michael, Franklin își taie conexiunile cu supraviețuitorul și se întoarce la vechea lui viață. Altfel, cei trei supraviețuiesc unei ambuscade de agenți FIB și Merryweather înainte de a-și omorî toți inamicii rămași: Cheng, Stretch, Steve și Devin. Michael și Trevor se împacă, iar cei trei protagoniști încetează să mai lucreze împreună, dar rămân prieteni.

## Dezvoltare
Rockstar North a început să lucreze la Grand Theft Auto V în 2009, la scurt timp după lansarea lui Grand Theft Auto IV. Din echipa care a făcut jocul au făcut parte mai mult de 1000 de oameni, printre care se numără nucleul Rockstar North și alți membri ai companiei părinte Rockstar Games și ale studiourilor din Rockstar din întreaga lume. Jocul rulează pe baza motorului Rockstar Advanced Game Engine (RAGE), care a fost îmbunătățit pentru a mări capacitatea de redare a adâncimii câmpului vizual. Programele Euphoria și Bullet au fost folosite pentru alte animații și sarcini de redare. Devenind mai familiarizați cu arhitectura consolelor PlayStation 3 și Xbox 360, Rockstar a fost capabilă să se folosească și mai mult de capabilitățile grafice ale acestor console, față de jocurile precedente. Estimările analiștilor cu privire la bugetul de dezvoltare și marketing al jocului au fost în jurul a 170 milioane £ (265 milioane $), făcându-l cel mai scump joc din toate timpurile la acea vreme.
O mare parte din designul open-world și redarea sa au făcut parte din prima etapă de dezvoltare a jocului. Orașul din joc a fost modelat după California de Sud și  Los Angeles. Membrii cheie din echipa de producție a jocului au făcut mai multe călătorii prin regiune pentru a-și documenta eforturile cu material video și audio. Echipa a folosit și mai multe proiecții ale Los Angeles-ului din Hărți Google pentru a crea rețeaua de drumuri a Los Santos. Pentru a reproduce răspândirea demografică a Los Angeles, dezvoltatorii au studiat date din recensăminte și au urmărit documentari despre oraș. Dezvoltatorii au considerat că reproducerea orașului a fost cel mai greu aspect din producerea jocului.

## Cerințe de sistem

### Cerințe minime
Sistem de operare: Windows 10 64 de biți, Windows 8.1 64 de 
biți, Windows 8 64 de biți, Windows 7 64 de biți Service Pack 1, Windows
Vista 64 de biți Service Pack 2* (*Se recomandă utilizarea unei plăci 
video NVIDIA dacă jocul este rulat pe Vista)
Procesor: Intel Core 2 Quad CPU Q6600 de 2,40 GHz (4 CPU)/procesor AMD Phenom 9850 Quad-Core (4 CPU) de 2,5 GHz
Memorie: 4 GB
Placa video: NVIDIA 9800 GT 1 GB/AMD HD 4870 1 GB (DX 10, 10.1, 11)
Placa de sunet: compatibilă 100% cu DirectX 10
Spațiu pe HDD: 65 GB

### Cerințe recomandate
Sistem de operare: Windows 10 64 decembrie biți, Windows 8.1 64 de biți, Windows 8 64 de biți, Windows 7 64 de biți Service Pack 1
Procesor: Intel Core i5 3470 de 3,2 GHz (4 CPU)/AMD X8 FX-8350 de 4 GHz (8 CPU)
Memorie: 8GB
Placa video: NVIDIA GTX 660 2 GB/AMD HD7870 4 GB
Placa de sunet: compatibilă 100% cu DirectX 10
Spațiu pe HDD: 65 GB

## Recepție

### Lansarea inițială
Grand Theft Auto V a avut parte de „apreciere universală” din partea criticilor, potrivit agregatorului de recenzii Metacritic, bazat pe 50 de recenzii pentru versiunea PlayStation 3 și 58 recenzii pentru versiunea Xbox 360. Jocul are în prezent al cincilea cel mai mare scor pe Metacritic, la egalitate cu încă alte câteva. Recenziilor le-a plăcut formula cu personajele multiple, proiectarea jafurilor și prezentarea, dar unii nu au fost de acord cu privire la calitatea poveștii și a personajelor. Keza MacDonald de la IGN a numit Grand Theft Auto V „unul dintre cele mai bune jocuri video făcute vreodată”, și Play l-a considerat „definitoriu de generație” și „excepțional”. Edge a scris că este o „realizare remarcabilă” în designul și povestirea în lume deschisă, în timp ce Tom Hoggins de la The Daily Telegraph a declarat-o „un obiect colosal al ingineriei tehnice”. A devenit cel de-al doilea joc dezvoltat occidental care a primit un scor perfect din revista japoneză de jocuri video Famitsu. Jeff Bakalar de la CNET a considerat că jocul a încurajat jucătorii să se implice cu toate cele trei personaje. Edge a descoperit că jucătorii care comutau au ajutat la evitarea timpilor lungi de călătorie până la punctele de pornire ale misiunii. Datorită mecanicului de comutare, Matt Informer de la Game Informer a menționat că jucătorii sunt ținuți "în acțiunea" în timpul loviturilor. Tom Bramwell, de la Eurogamer, a scris că trecerea a adăugat un element tactic la fotografii, deoarece personajele instalate în avanposturile strategice ar provoca mai puține situații de „galerie de fotografiere” decât tranzacțiile anterioare. MacDonald de la IGN a simțit că funcția de comutare a oferit jucătorilor mai multe opțiuni în abordarea lor și a făcut ca misiunile să fie mai puțin previzibile.
Jeff Gerstmann de la Giant Bomb a considerat că misiunile nebunești sunt o abatere binevenită de la structura tipică a misiunii din serie. Bramwell de la Eurogamer le-a asemănat cu „piese de tip blockbuster”, și Carolyn Petit de la GameSpot a menționat filmul Heat din 1995 ca o influență stilistică asupra designului lor. Xav de Matos din Joystiq a simțit creativitatea și abordările metodice au fost încurajate. Chris Plante de la Polygon a asociat comutarea rapidă a personajelor în timpul misiunilor aprinse către „editare de film, cu jucătorul funcționând ca redactor, trecând rapid la cea mai interesantă perspectivă pentru orice moment”. Andy Kelly, computer și jocuri video, a considerat că proiectarea generală a misiunii este mult mai diversă decât și că nu avea nicio formă de escortă a predecesorilor săi.
Edge a lăudat fidelitatea grafică a jocului și absența ecranelor de încărcare. Jocul a completat distanțele de tragere, vremea și sistemele de iluminare. Bramwell de la Eurogamer a considerat sistemul de iluminat cel mai important avans al jocului. Mikel Reparaz, oficial al revistei Xbox Xbox (OXM), a considerat că jocul este „probabil cea mai mare realizare tehnică a Xbox 360” și a fost surprins că lumea deschisă ar putea fi redată pe consolă. Recenzorii au lăudat designul în lumea deschisă, unii complimentând în continuare jocul pentru eficientizarea geografiei Los Angeles într-un spațiu bine conceput al orașului. Brandon Jones de la GameTrailers a considerat emulația din Los Angeles autentică și lumea deschisă "plină de voce și personalitate". IGN și PlayStation Official Magazine (OPM) au făcut comparații favorabile între Los Santos și Liberty City din Grand Theft Auto IV. Reparez de la OXM a simțit că Los Santos depășește Liberty City care era „gri și grizonat”. Recenzorii au lăudat satira mondială a culturii americane contemporane - Joel Gregory al OPM a exprimat opinia că „comentariul social înfiorător este, desigur, prezent și corect”.
Jim Sterling de la Destructoid a numit designul sunetului "impecabil" și a lăudat performanțele actorilor, coloana sonoră originală și utilizarea licențiată a muzicii. IGN și Giant Bomb au lăudat selecția muzicală și au considerat că scorul original sporește tensiunea dramatică în timpul misiunilor. Petit GameSpot a scris că scorul "oferă misiunilor mai multă aromă cinematografică". Edge a spus că muzica licențiată a îmbunătățit „deja sensul de spațiu al orașului” și că scorul original a îmbunătățit atmosfera jocului. Aceștia au rezumat jocul drept „un compendiu din tot ce a aflat Rockstar despre puterea muzicii de joc în ultimul deceniu”.
Mulți recenzori au găsit vehiculele terestre mai sensibile și mai ușor de controlat decât în jocurile anterioare. Game Informer's Bertz a explicat că "mașinile au un simț corespunzător al greutății, păstrând totodată agilitatea necesară pentru navigarea prin trafic la viteze mari". În plus față de manevrarea vehiculului, cei mai mulți recenzori au observat că mecanica de tragere a fost mai strânsă decât fusese în jocurile anterioare, dar Sterling-ul lui Destructoid a simțit că, în ciuda îmbunătățirilor, țintirea automată a fost „tulburătoare și de neîncredere" și mecanicile de acoperire „ încă învechite și lipsite de protecție". Unii recenzori au considerat că jocul a rezolvat o problemă persistentă prin adăugarea de checkpoint-uri la jumătatea misiunilor.
Povestea și personajele - în special Trevor - au lăsat recenzorii polarizați. Unii au considerat că narațiunea nu a fost la fel de bine scrisă ca jocurile anterioare Rockstar și au citat punctele forte ale lui Grand Theft Auto IV și Red Dead Redemption. Alții au crezut că personalitățile contrastante ale protagoniștilor au accentuat narativa. Hollander Cooper de la GamesRadar a considerat că jocul a negat neconcordanțele din poveștile înregistrărilor anterioare, ai căror protagoniști singuri aveau o moralitate încurcată. Petit GameSpot l-a considerat pe Trevor, în special, ca o „ființă umană cu adevărat oribilă, terifiantă, psihotică - și un personaj grozav”. Bramwell al Eurogamerului l-a găsit pe Trevor „superficial și neconvingător” și a considerat că excentricitățile sale răneau narațiunea și i-au umbrit dezvoltarea personajelor lui Michael și Franklin. Joystiq de Matos a greșit lipsa de probabilitate a protagoniștilor pentru el și a găsit ambivalența dintre Michael și Trevor, un dispozitiv de complot obosit, deoarece conflictul lor a devenit un „ciclu aparent fără sfârșit”. Greg Tito al Escapistului a avut dificultăți în a se conecta cu emoțiile personajelor, deoarece au acționat din lăcomie fără niciun sentiment de moralitate și astfel le-a oferit jucătorilor puține motive pentru a le susține.

### Relansare
Relansarea lui Grand Theft Auto V, în mod similar cu versiunea originală, a fost foarte apreciată de critici. Metacritic a calculat un scor mediu de 97 din 100 pe baza a 66 recenzii pentru versiunea PlayStation 4 și 14 recenzii pentru versiunea Xbox One, și 96 din 100 pe baza a 48 de recenzii pentru versiunea pentru PC. Andrew Reiner, informatorul jocului, a considerat adăugarea primei persoane „o altă descoperire semnificativă pentru serie” în condițiile trecerii lui Grand Theft Auto III la perspectiva third person și graficele 2D din Grand Theft Auto. Mark Walton de la GameSpot a constatat că jocul în prima persoană a sporit impactul violenței lui Grand Theft Auto V, ceea ce l-a făcut să reflecte asupra moralității și motivației personajelor mai mult decât înainte. VideoGamer.com a afirmat că jucătorii se simt ca locuitori ai lumii, mai degrabă decât „arme armate cu o cameră plutitoare”. Dan Stapleton de la IGN a găsit jocul mai imersiv în prima persoană, creând o „experiență surprinzător de diferită”. VideoGamer.com a lăudat „detaliile mai fine” în animațiile de la prima persoană, cum ar fi camera slabă când jucătorii iau colțurile cu motocicletele sau instrumentele de navigație din cabină cu avion. Recenzorii au considerat că jocul a fost mai dificil la prima persoană, dar antrenorul jocului a preferat provocarea.
Walton-ul GameSpot a considerat că îmbunătățirile grafice au făcut ca lumea deschisă să fie „și mai spectaculoasă”, în special datorită îmbunătățirilor de antialias spațial. În opinia în primul rând, el a spus că „la nivel de sol totul pare mai mare și mai impunător” din cauza graficii îmbunătățite. Stapleton de la IGN a favorizat grafica versiunii PlayStation 4 pe Xbox One, dar s-a gândit că ambele console au redat jocul bine și au menținut majoritatea ratelor de cadru consistente. El a lăudat rata crescută de cadre și opțiunile grafice oferite în versiunea pentru computer. VideoGamer.com a numit rata de cadru a versiunii consolei, atât de consistentă încât a fost „abia credibilă”, deși Walton de la GameSpot a menționat scăderi ale ratei cadrelor ocazionale. Peter Brown de la GameSpot a susținut că versiunea pentru PC a permis jucătorilor să „asiste la întreaga admirație a admirabilului lucru al Rockstar”, dar a menționat că „păstrează dovezi ale rădăcinilor sale de ultimă generație ... cu o geometrie simplă”. VideoGamer.com a lăudat accesibilitatea editorului Rockstar pe PC, dar a criticat unele dintre limitările sale, cum ar fi restricțiile de unghi ale camerei. Stapleton a apreciat controalele personalizabile ale versiunii PC, și GameSpot's Brown au considerat că trecerea constantă între mouse și tastatură și un gamepad era necesară pentru „cea mai bună experiență”. Chris Thursten de la PC Gamer a numit jocul „cel mai frumos, expansiv și generos” al seriei.
Pe multiplayer-ul jocului, Stapleton a raportat numărul scăzut al jucătorilor în meciuri, timpii de așteptare îndelungate în lobby-uri, deconectare de server și blocări ocazionale. "Din cauza asta", a scris el, "nu pot recomanda cu tărie ... experiența multiplayer doar". VideoGamer.com a găsit progresia personajelor online simplificată prin comparație cu versiunea originală. Potrivit acestora, „dorința de a face doar PvP până când misiunile cooperative devin o regularitate”  s-a pierdut, iar noii veniți ar putea găsi multiplayer-ul plăcut și echilibrat. Cu toate acestea, ei au scris despre deconectarea frecventă a serverului, în special în timpul ecranelor de încărcare. Walton de la GameSpot a considerat că Grand Theft Auto Online „suferă în continuare de o lipsă de direcție” pentru jocul său deschis și frenetic, dar este totuși distractiv. Game Informer Reiner a raportat „un minim de întârziere sau probleme în cadrul luptelor și curselor extinse”.

### Premii
Grand Theft Auto V a primit multiple nominalizări și premii din partea publicațiilor de jocuri. Înainte de lansare, a câștigat cel mai anticipat joc la premiile Spike Video Game 2012. Jocul a fost cel mai bine cotat pentru agregatori Metacritic și GameRankings pentru anul 2013. Jocul a apărut pe mai multe liste de final ale anului cu cele mai bune jocuri din 2013, primind câștiguri de la jurnalistul independent Tom Chick, CNET, Edge, a 31-a Golden Joystick Awards, Al cincilea an premii anuale Inside Gaming, premiile Spike VGX 2013, Slant Magazine și Time. A fost desemnat cel mai bun joc Xbox de către Canada.com, GameSpot și IGN și cel mai bun joc multiplicat de către Destructoid. Rockstar Games și Rockstar North au câștigat cel mai bun studio și cel mai bun dezvoltator de la Edge și premiul BFTA Academy Fellowship la cea de-a 10-a ediție a British Academy Video Awards.
Diverse elemente în joc au fost recunoscute cu premii. Două personaje, Trevor Philips și Lamar Davis, au primit numeroase nominalizări pentru cel mai bun personaj, iar Lamar a câștigat premiul de la Giant Bomb. Muzica a primit premii de la Spike VGX, Hardcore Gamer și The Daily Telegraph. Grand Theft Auto Online a câștigat cel mai bun multiplayer de la GameTrailers și BAFTA și cel mai bun multiplayer Xbox 360 de la IGN. Online a fost, de asemenea, nominalizat pentru cea mai mare dezamăgire de Game Revolution și Hardcore Gamer. Grand Theft Auto V a câștigat cea mai bună realizare tehnică în cadrul premiilor Telegraph Video Game Awards și cea mai bună tehnologie la a 14-a ediție anuală a Game Developers Choice Awards. Designul grafic și artistic a primit premii de la IGN, The Daily Telegraph și BAFTA și o nominalizare la Game Developers Choice Awards.
Jocul a primit numeroase alte premii. Acesta a primit titlul de Cel mai imersiv joc la premiile Inside Gaming. Publicul general a votat pentru ca jocul să câștige premiul User Choice Award la PlayStation Awards 2013 și premiul Community Choice de la Destructoid. Jocul a primit premiul Platinum la PlayStation Awards și a fost desemnat cel mai bun joc britanic de la BAFTA. La IGN's Best of 2013 Awards, acesta a obținut multiple victorii, inclusiv cele mai bune grafice Xbox 360, cel mai bun sunet Xbox 360 și cel mai bun joc de acțiune pe Xbox 360, PlayStation 3 și în general.

## Vânzări
În primele 24 de ore de la lansare, Grand Theft Auto V a generat mai mult de 800 milioane USD în venituri la nivel mondial, echivalent cu aproximativ 11,21 milioane de exemplare vândute pentru Take-Two Interactive. Numerele au dublat aproape așteptările analiștilor pentru acest titlu. La trei zile de la lansare, jocul a depășit un miliard de dolari în vânzări, ceea ce îl face cel mai rapid produs de divertisment din istorie. La șase săptămâni de la lansare, Rockstar a expediat aproape 29 de milioane de copii ale jocului, depășind recordul stabilit anterior de Grand Theft Auto IV. Pe 7 octombrie 2013, jocul a devenit cea mai vândută versiune digitală pe PlayStation Store pentru PlayStation 3, rupând recordul anterior stabilit de The Last of Us, deși cifrele de vânzări numerice nu au fost dezvăluite. Acesta a spart șapte recorduri mondiale Guinness la 8 octombrie: jocuri video cele mai vândute în 24 de ore, jocuri video cele mai vândute în acțiuni și aventuri în 24 de ore, jocuri video cu cea mai mare sumă în 24 de ore, cea mai rapidă proprietate de divertisment până la 1 miliard de dolari brut, cel mai rapid jocuri video până la un miliard de dolari brut, cel mai mare venit generat de un produs de divertisment în 24 de ore și cel mai vizionat trailer pentru un joc video de acțiune și aventură. O versiune digitală a fost lansată pe 18 octombrie pentru Xbox 360, care a continuat să devină cea mai mare sumă de lansare pentru o zi și o săptămână-una pe Xbox Live. Până în mai 2014, jocul a generat venituri de aproape 1,98 miliarde USD. În august 2014, jocul a vândut peste 34 de milioane de unități retailerilor pentru PlayStation 3 și Xbox 360. Până în decembrie 2014, jocul expediase 45 de milioane de copii, inclusiv 10 milioane de exemplare ale versiunii relansate. Până în aprilie 2018, jocul a generat aproximativ 6 miliarde de dolari, ceea ce îl face unul dintre cele mai profitabile produse de divertisment din toate timpurile. Începând cu mai 2019, jocul a expediat peste 110 milioane de exemplare în toată lumea pe toate platformele.
În Regatul Unit, jocul a devenit cel mai rapid vânzări din toate timpurile, vânzând peste 2,25 milioane de exemplare în cinci zile. Aceasta a doborat recordul stabilit de Call of Duty: Black Ops la două milioane de exemplare în aceeași perioadă. Acesta a înregistrat prima zi, vânzând 1,57 milioane de exemplare și generând 65 de milioane de lire sterline. În două săptămâni, jocul a vândut peste 2,6 milioane de exemplare și a generat 90 de milioane de lire sterline, ceea ce a reprezentat 52% din jocurile vândute în septembrie 2013. După trei săptămâni de vânzare, aceasta a bătut vânzările de viață de viață ale Grand Theft Auto IV în Regatul Unit. În cea de-a patra săptămână, a devenit cel mai vândut titlu pentru a sparge bariera de trei milioane în Marea Britanie, depășind astfel vânzările pe viață ale lui Black Ops II. În noiembrie 2014, jocul a devenit cel mai vândut joc din toate timpurile din Marea Britanie, depășind Black Ops. Jocul a avut un succes similar în America de Nord: a fost cel mai vândut joc din septembrie, reprezentând peste 50% din vânzările de software și a crescut vânzările de software cu 52% în comparație cu septembrie 2012.

## Controverse
Jocul a generat mai multe controverse legate de violența sa și reprezentarea femeilor. O misiune în care jucătorul trebuie să folosească mai multe instrumente de tortură a lăsat comentatorii polarizați, care au observat comentariile sale politice, dar au considerat că secvența de tortură este de prost gust. Misiunea a primit, de asemenea, critici din partea politicienilor și a grupurilor de caritate anti-tortură. Jocul a devenit supus unei dezbateri online răspândite cu privire la portretizarea femeilor, în special ca urmare a reacției împotriva jurnalistei de la GameSpot, Carolyn Petit, când a susținut că jocul a fost misogin în revizuirea ei. După ce pagina web de recenzie a lui Petit a primit peste 20.000 de comentarii, în mare parte negative, mulți jurnaliști au apărat dreptul ei la o opinie și au regretat apărarea comunității de jocuri față de critici. Personalitatea TV Karen Gravano și actrița Lindsay Lohan au intentat acțiuni împotriva Rockstar în acuzația că personajele din joc se bazau pe asemănările lor. Ulterior, procesele lor au fost respinse. Magazinul australian Target a scos jocul din cele 300 de magazine în urma unei petiții Change.org împotriva reprezentărilor de violență față de femei în joc.

## Grand Theft Auto Online
Dezvoltat în tandem cu modul single-player, modul multiplayer online Grand Theft Auto Online a fost conceput ca o experiență separată pentru a fi jucat într-o lume în continuă evoluție. Până la 30 de jucători se plimbă liber în lumea jocului și intră în lobby-uri pentru a finaliza mai multe misiuni competitive sau cooperative bazate pe povești. Setul de instrumente Content Creator permite jucătorilor să-și creeze propriii parametri pentru misiuni personalizate, cum ar fi pistele de curse și punctele de declanșare a armelor de moarte. Jucătorii se pot forma împreună în echipe de jucători organizați numiți echipaje pentru a finaliza lucrările împreună. Rockstar Games Social Club extinde echipajele formate în modul multiplayer al lui Max Payne 3 la cele din Grand Theft Auto Online. Jucătorii își pot crea propriile echipaje și se pot alătura până la cinci în total. Echipajele câștigă meciuri multiplayer pentru a câștiga puncte de experiență și urca clasamentele online.
Grand Theft Auto Online a fost lansat la 1 octombrie 2013, la două săptămâni de la lansarea Grand Theft Auto V. Mulți jucători au raportat dificultăți de conectare și înghețarea jocului în timpul ecranelor de încărcare. Rockstar a lansat un petic tehnic pe 5 octombrie, în efortul de a rezolva problemele, însă problemele au persistat în a doua săptămână următoare lansării, deoarece unii jucători au raportat progresul personajului că au dispărut. Un alt patch tehnic a fost lansat la 10 octombrie pentru a combate problemele, iar Rockstar a oferit un stimulent de 500.000 USD GTA (moneda în joc) în conturile tuturor jucătorilor conectați la Online de la lansare, ca recompensă. Din cauza problemelor tehnice răspândite prezente la lansare, mulți recenzori au avut critici la adresa lui Grand Theft Auto Online, dar, în general, au recunoscut ca atuuri explorarea deschisă și conținutul dinamic.
Conținutul post-lansare este adăugat în mod continuu la Grand Theft Auto Online prin actualizări gratuite. Unele actualizări adaugă noi moduri și funcții de joc, iar altele prezintă conținut de joc tematic, precum actualizarea specială pentru Independența, care a adăugat conținut cu tematică patriotică la 1 iulie 2014. Actualizarea pe scară largă așteptată online lansată la 10 martie 2015 și a suferit unele tehnici inițiale. dificultăți datorate încărcării crescute a utilizatorului. La scurt timp după lansarea PC-ului jocului, unii jucători au raportat că au fost interziși de la Grand Theft Auto Online pentru utilizarea câmpului vizual și a modurilor cosmetice în single player. Rockstar a declarat în blogul lor oficial că nimeni nu i s-a interzis să utilizeze mod-uri cu un singur jucător, dar că actualizările recente ale versiunii PC au avut „efectul neintenționat” de a face astfel de moduri să fie redate. Aceștia au declarat că mod-urile nu sunt autorizate și pot provoca probleme tehnice neprevăzute și instabilități.

## Moștenire
Criticii au fost de acord că Grand Theft Auto V s-a numărat printre cele mai bune jocuri de consolă din cea de-a șaptea generație de console și un mare titlu de închidere înainte de apariția celei de-a opta generații. Plante de la Polygon a observat că jocul va „face legătura între prezentul și viitorul jocurilor” și l-a declarat „închiderea acestei generații și valoarea de referință pentru următoarea”. Simon Miller de la VideoGamer.com l-a considerat „ ultimul cântec de lebădă pentru acest ciclu de consolă”, care ar „arunca o umbră lungă pe următorul”. La trei zile de la lansare, jocul s-a clasat pe locul doi pe lista „Top 25 Xbox 360 Games” a IGN. Editorul Ryan McCaffrey a considerat că scara și detaliile deschise ale lumii au reușit majoritatea altor jocuri Xbox 360. El a numit jocul „un triumf atât pentru jucători, cât și pentru mediul însuși, și merită succesul său scăpat”. În noiembrie 2013, Hardcore Gamer a plasat jocul pe locul trei pe lista „Top 100 de jocuri din generație”. Aceștia au menționat mecanica îmbunătățită de fotografiere și conducere față de predecesorii săi și au considerat proiectul de protagoniști multipli „o schimbare binevenită a ritmului” care ar putea deveni un reper de joc din generația a opta. În decembrie, The Daily Telegraph a listat jocul printre „cele mai bune 50 de jocuri ale generației de console”. Aceștia au numit-o „behemoth cultural” care „va fi moștenirea durabilă a Rockstar”.
În ianuarie 2014, calculatoarele și jocurile video s-au clasat pe locul patru pe lista „Jocurile generației 20–1”. Editorul Rob Crossley a spus că, pentru prima dată, Rockstar a creat o lume deschisă „extrem de frumoasă”. El a descoperit că jocul s-a eliminat cu proiectarea repetitivă a misiunii Grand Theft Auto IV și s-a concentrat în schimb pe un joc distractiv. În mai, IGN a clasat-o pe locul opt pe lista lor „Top 100 Jocuri ale unei generații” și a numit-o „pod imens, răvășitor și ambițioasă pentru a genera [a opta] generație de jocuri de consolă”. Luna următoare, s-a plasat pe locul trei pe lista „Top 100 Jocuri ale unei generații” de la IGN, votată de cititorii site-ului. În luna august, Game Informer a clasat-o pe locul trei pe lista "Top 10 Games Action The Generation". Aceștia au comparat calitatea jocului cu cea a predecesorului său, dar au crezut că setarea lui de personaj, ansamblul misiunilor și multiplayer a înlocuit plasarea lui Grand Theft Auto IV pe listă. Au scris despre drama absurdă a poveștii și despre vastitatea lumii deschise și nu au „regretat nici o secundă” petrecută în joc. În noiembrie, Edge a numit-o cel de-al cincilea joc din generația sa și a comentat că „niciun alt studio de jocuri nu este chiar îndrăznit să încerce un joc mondial deschis în tradiția sa, deoarece pur și simplu nu există posibilitatea de a se măsura la standardele sale”. În 2015, publicația a calificat cel de-al doilea cel mai mare joc video din toate timpurile. Jocul s-a clasat pe cele mai bune liste de jocuri determinate de public; a fost al optulea pe lista „Cele mai mari 100 de jocuri video din toate timpurile” din Empire și a cincea pe lista „Top 100 Jocuri” a lui Good Game, votată de publicul respectiv al revistei și programului. A fost cel mai tweetat joc din 2015, în ciuda lansării cu un an mai devreme.